# Cylindrocnema plana
Cylindrocnema plana (лат.) — вид клопов, единственный в составе рода Cylindrocnema Mayr, 1864 из семейства древесных щитников. Эндемики Южной Америки.

## Описание
Длина тела более 1 см (от 11,7 до 14,8 мм). От близких родов отличается следующими признаками: 1-й усиковый сегмент значительно утолщён в дистальной половине; 2-й усиковый сегмент довольно толстый, примерно такой же ширины, как средняя ширина 1-го. Торакальный киль отсутствует; крылья нормальные и их костальный край не выпуклый и редко образует бугорок у основания; тело не вдавлено; брюшной шип отсутствеют; заднебоковые углы 7-го стернита никогда не выступают виде отростков. Антенны 5-члениковые. Лапки состоят из двух сегментов. Щитик треугольный и достигает середины брюшка, голени без шипов.